# Shisa kanko

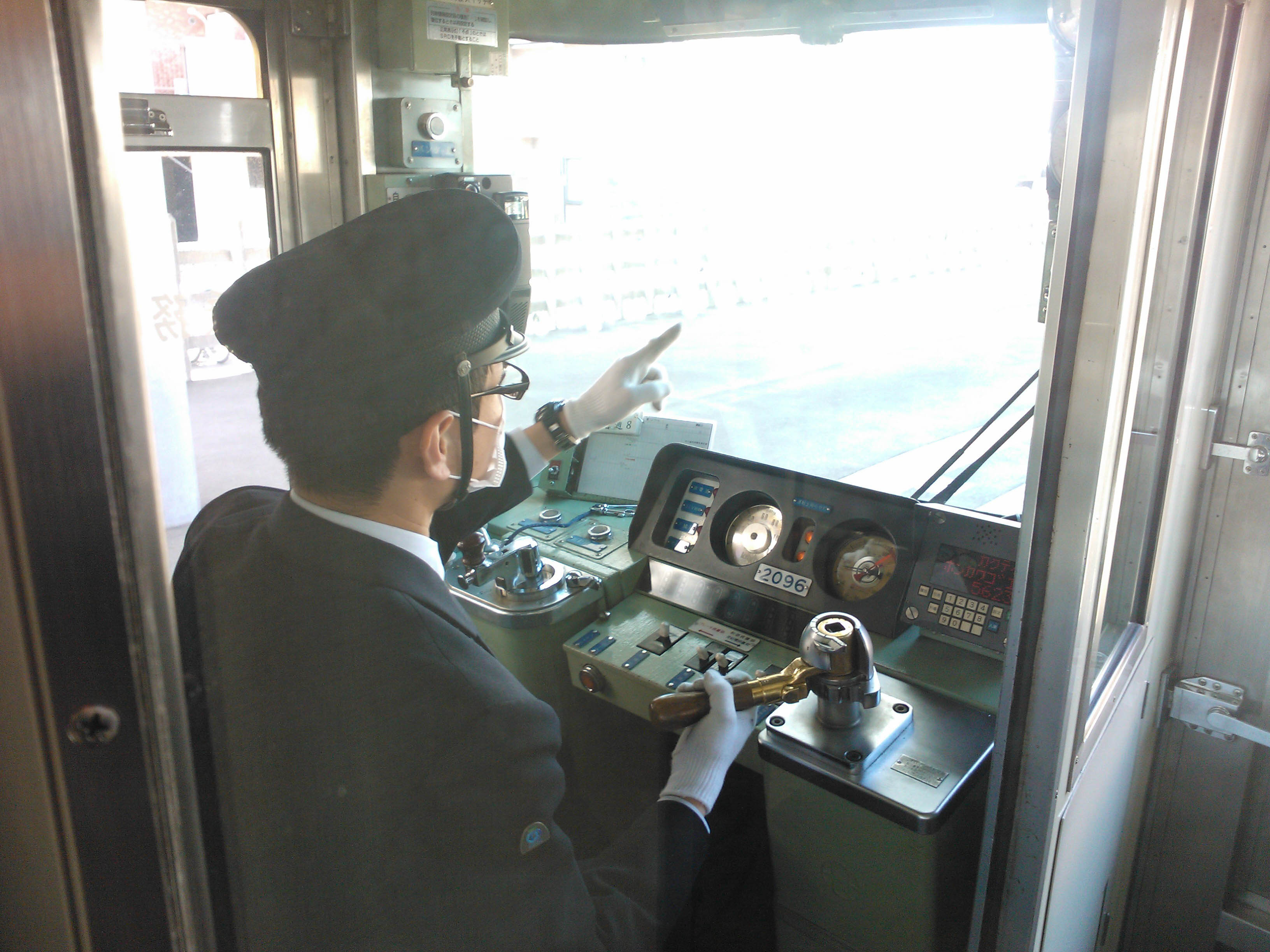
Shisa kanko – maszynista pociągu

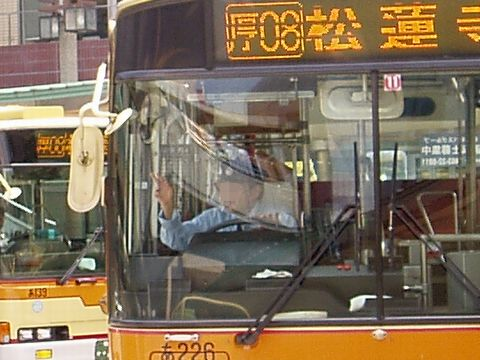
Shisa kanko – kierowca autobusu

Shisa kanko (jap. 指差喚呼) (ang. pointing and calling) – japońska metoda skupiania uwagi mająca na celu zmniejszenie ryzyka popełnienia błędu. 

## Opis
Metoda ta po raz pierwszy znalazła zastosowanie wśród motorniczych pociągów na początku XX wieku. Współcześnie jest wykorzystywana w działaniach BHP w wielu japońskich przedsiębiorstwach.
Wykonywanie gestów i potwierdzanie stanu faktycznego głosem pomaga w skoncentrowaniu się na danej czynności, a tym samym zmniejsza liczbę popełnianych błędów.